# Oldendorf (Holsten)
 For alternative betydninger, se Oldendorf. (Se også artikler, som begynder med Oldendorf)
Oldendorf er en by og kommune i det nordlige Tyskland, beliggende i Amt Itzehoe-Land under Kreis Steinburg. Kreis Steinburg ligger i den sydvestlige del af delstaten Slesvig-Holsten.

## Geografi
Oldendorf ligger fem kilometer nordvest for Itzehoe. Vandløbene Bekau og Ottenbütteler Mühlenbach afgrænser kommunen mod vest og nord , og mod syd danner Bundesstraße B5 en del af kommunegrænsen.